# Pandanus loherianus
Pandanus loherianus är en enhjärtbladig växtart som beskrevs av Ugolino Martelli. Pandanus loherianus ingår i släktet Pandanus och familjen Pandanaceae. Inga underarter finns listade.